# Corifer
La société Co.Ri.Fer ou simplement Corifer, acronyme de COstruttori RIparatori FERrotranviari - Constructeurs réparateurs , est un groupement italien de quatre entreprises ferroviaires créé en 2002.

## Histoire
Le groupement Corifer, fondé en 2002, comprenant 7 usines dont 5 en Italie, a réuni les 4 sociétés suivantes :
- Fervet SpA[2],
- OFV - Officine Ferroviarie Veronesi SpA,
- Officine Magnolia Antonio & Figli SpA,
- RSI Italia Rail Services International SpA[3].

## Productions
Corifer est devenu une marque qui fabrique :
- Rame automotrice ABe 8/8 24 « Vigezzo » du Train Panoramique sur la Ligne de chemin de fer Domodossola-Locarno,
- 2P Corifer : rame avec une vitesse de service de 160 km/h ;
- FS Vivalto : rame à 2 étages créé en 2005 pour fort trafic, en service chez Trenitalia, et dont la composition standard comprend une motrice E.464 et cinq voitures à deux étages. Une rame Vivalto coûte 8,12 millions d'Euros et offre 560 places assises.

Corifer est un constructeur ferroviaire qui a également des activités de restructuration de voitures passagers, l'entretien, la révision et la réparation de bogies, construction de voitures particulières sur commande spéciale, modernisation de motrices électriques et diesel.